# Calciatore sudamericano dell'anno 1997
Il premio di calciatore sudamericano dell'anno per il 1997 fu assegnato a Marcelo Salas, calciatore cileno del River Plate.

## Classifica
| Pos. | Calciatore          | Naz.      | Punti | Club                 |
| ---- | ------------------- | --------- | ----- | -------------------- |
| 1.   | Marcelo Salas       | Cile      | 87    | River Plate          |
| 2.   | Nolberto Solano     | Perù      | 39    | River Plate          |
| 3.   | José Luis Chilavert | Paraguay  | 37    | Vélez Sarsfield      |
| 4.   | Celso Ayala         | Paraguay  | 36    | River Plate          |
| 5.   | Marcelo Gallardo    | Argentina | 35    | River Plate          |
| 6.   | Enzo Francescoli    | Uruguay   | 28    | River Plate          |
| 7.   | Denílson            | Brasile   | 27    | San Paolo            |
| 8.   | Jorge Bermúdez      | Colombia  | 26    | Boca Juniors         |
| 9.   | Leonardo Astrada    | Argentina | 23    | River Plate          |
| 9.   | Edmundo             | Brasile   | 23    | Vasco da Gama        |
| 11.  | Francisco Arce      | Paraguay  | 22    | Grêmio               |
| 12.  | Roberto Palacios    | Perù      | 20    | Cruzeiro             |
| 13.  | Javier Margas       | Cile      | 16    | Universidad Católica |
| 13.  | Carlos Valderrama   | Colombia  | 16    | Deportivo Cali       |
| 15.  | Álex Aguinaga       | Ecuador   | 14    | Necaxa               |